# Micracanthia
Micracanthia is een geslacht van wantsen uit de familie van de Saldidae (Oeverwantsen). Het geslacht werd voor het eerst wetenschappelijk beschreven door Odo Reuter in 1912.

## Soorten
Het genus bevat de volgende soorten:

- Micracanthia ambigua (Lindskog, 1986)
- Micracanthia bergrothi (Jakovlev, 1893)
- Micracanthia boninana (Drake, 1961)
- Micracanthia drakei Cobben, 1960
- Micracanthia fennica (Reuter, 1884)
- Micracanthia floridana Drake & Chapman, 1953
- Micracanthia hasegawai (Cobben, 1985)
- Micracanthia hodgdeni Drake, 1955
- Micracanthia humilis (Say, 1832)
- Micracanthia hungerfordi (Hodgden, 1949)
- Micracanthia husseyi Drake & Chapman, 1952
- Micracanthia marginalis (Fallén, 1807)
- Micracanthia ornatula (Reuter, 1881)
- Micracanthia peruviana Cobben, 1986
- Micracanthia pumpila Blatchley, 1928
- Micracanthia quadrimaculata (Champion, 1900)
- Micracanthia schuhi Lattin, 1968
- Micracanthia utahensis Drake & Hottes, 1955